# L'Amour primitif
Pour plus de détails, voir Fiche technique et Distribution.
L'Amour primitif (L'amore primitivo) est une comédie érotique italienne réalisée par Luigi Scattini et Massimo Pupillo et sortie en 1964.

## Synopsis
L'anthropologue Dr Jayne s'enregistre dans un hôtel à Rome. Elle a étudié les rituels des peuples « primitifs » autour de l'amour et de la sexualité, et présentera ses découvertes à un professeur. Il la rencontre dans sa chambre d'hôtel pour regarder un documentaire qu'elle a réalisé. Avant de commencer, le Dr Jayne explique qu'à son avis, même les personnes dites « civilisées » sont primitives en matière d'amour. Le professeur n'est pas d'accord, mais elle espère qu'il sera convaincu après avoir vu le documentaire. Alors qu'ils sont assis et regardent, deux proxénètes qui travaillent également comme portiers dans l'hôtel se tiennent devant la porte, rôdant, désespérés d'apercevoir le Dr Jayne. Une fois le documentaire terminé, le professeur n'est toujours pas d'accord avec la théorie du Dr Jayne, alors elle décide de le lui démontrer. Elle dit au professeur de se cacher dans le placard. Elle laisse ensuite entrer les deux maquereaux devant la porte et leur fait un strip-tease. Cela les rend fous d'excitation, mais a également un effet si puissant sur le professeur que le Dr Jayne doit fuir la pièce.

## Fiche technique
- Titre français : L'Amour primitif[1]
- Titre italien : L'amore primitivo[2]
- Réalisateur : Luigi Scattini, Massimo Pupillo[3]
- Scénario : Luigi Scattini, Massimo Pupillo
- Photographie : Claudio Racca
- Montage : Otello Colangeli
- Musique : Coriolano Gori
- Décors : Gastone Carselli
- Production : Pier Paolo Giordani, Fulvio Lucisano
- Société de production : G.L.M., Italian International Film
- Pays de production :  Italie
- Langue originale : italien
- Format : Couleurs par Eastmancolor - 1,66:1 - Son mono - 35 mm
- Durée : 83 minutes
- Genre : Comédie érotique italienne, mondo
- Dates de sortie :
  - Italie : 13 juillet 1964
  - France : 7 décembre 1966[1]

## Distribution
- Franco Franchi : un porteur / un proxénète
- Ciccio Ingrassia : un porteur / un proxénète
- Jayne Mansfield : docteur Jayne
- Carlo Kechler : le professeur
- Mickey Hargitay : le Capitaine de l'Hotel Bell

## Production
Les intérieurs du film (les séquences avec Franco et Ciccio et Mansfield) ont été tournés à l'hôtel Hilton Cavalieri de Rome. 